# Démocrates danois
Les Démocrates danois (en danois : Danmarksdemokraterne, abrégé DD), officiellement Démocrates Danois – Inger Støjberg, est un parti politique danois fondé en juin 2022 par Inger Støjberg,.

## Histoire
Le parti est fondé en juin 2022 par Inger Støjberg, une ancienne ministre ayant occupé divers postes ministériels tel que celui de l'immigration, du logement, de l'emploi et de l'égalité des sexes dans les différents gouvernements de Lars Løkke Rasmussen. Inger Støjberg fait la Une de l'actualité en décembre 2021 en raison de sa condamnation à 60 jours de prison par un tribunal spécial. En tant que ministre de l'Immigration dans le gouvernement libéral sortant lors de la crise migratoire de 2015, Støjberg avait en effet ordonné la séparation des couples mariés de migrants lorsqu'un des époux a moins de 18 ans, l'âge légal pour se marier au Danemark. Quelques jours plus tard, le Folketing vote la levée de son immunité parlementaire, seuls les députés du Parti populaire danois, de La Nouvelle Droite et quelques députés libéraux s'y opposant. Støjberg est alors également l'objet d'accusations de déloyautés au sein de son parti, le Venstre.
Après avoir purgé sa peine, Støjberg fonde le 23 juin 2022 son propre parti, les Démocrates danois (Æ), qui vise à mettre en place des politiques migratoires plus strictes, combattre l'islamisation du Danemark, maintenir le modèle social danois et protéger les entreprises danoises contre la concurrence internationale et les normes européennes. Le nouveau parti monte rapidement dans les sondages d'intentions de vote — où il est donné à plus de 10 % d'intentions de vote dans trois sondages différents quelques semaines après sa fondation —, et trouve écho au sein du Parlement, où huit députés le rejoignent quelques mois après. Les Démocrates danois acquiert par ailleurs une représentation dans neuf municipalités,,,.
Selon Støjberg, son nouveau mouvement est un parti de droite avec une politique d'immigration stricte, mais au moment de sa fondation, il n'y a pas de véritable programme électoral. En juillet, le parti est officiellement inscrit après avoir obtenu les déclarations des électeurs nécessaires le 1er juillet, huit jours après la fondation du parti,.
Le même mois, les députés du Folketing Peter Skaarup, Jens Henrik Thulesen Dahl, Bent Bøgsted et Hans Kristian Skibby annoncent qu'ils souhaitent rejoindre les Démocrates danois. Les quatre députés ont été initialement élus au Folketing pour le Parti populaire danois (DF), mais sont par la suite devenus indépendants. Skaarup est admis en tant que membre le 28 juillet 2022, donnant au parti son premier siège au Folketing.
Le parti remporte 14 sièges lors des élections législatives de novembre 2022. Le 19 mars 2024, les députés Kim Edberg Andersen et Mads Fuglede, respectivement élus sous les couleurs de La Nouvelle Droite et de Venstre, rejoignent le parti.

## Résultats électoraux

### Parlement
| Année | Voix    | %    | Mandats  | Rang | Gouvernement |
| ----- | ------- | ---- | -------- | ---- | ------------ |
| 2022  | 286 796 | 8,12 | 14 / 179 | 5e   | Opposition   |

### Parlement européen
| Année | Voix    | %    | Rang | Sièges | Tête de liste          | Groupe |
| ----- | ------- | ---- | ---- | ------ | ---------------------- | ------ |
| 2024  | 180 836 | 7,39 | 5e   | 1 / 15 | Kristoffer Hjort Storm | CRE    |